# Mistrzostwa Polski w Tenisie Stołowym 2014
Mistrzostwa Polski w Tenisie Stołowym 2014 – 82. edycja mistrzostw, która odbyła się w Wałbrzychu w dniach 10–13 kwietnia 2014 roku. 

## Medaliści
| Konkurencja             | Złoto                                                                          | Srebro                                                                   | Brąz |
| gra pojedyncza kobiet   | Katarzyna Grzybowska (MKSTS Polkowice)                                         | Antonina Szymańska (GLKS Nadarzyn)                                       | Natalia Bajor (KU AZS UE Wrocław) Daria Łuczakowska (KU AZS UE Wrocław)                                                                                                  |
| gra pojedyncza mężczyzn | Daniel Górak (KS Bogoria Grodzisk Mazowiecki)                                  | Bartosz Such (LKS Pogoń Lębork)                                          | Patryk Chojnowski (ASTS Olimpia-Unia Grudziądz) Paweł Fertikowski (KS Bogoria Grodzisk Mazowiecki)                                                                       |
| gra podwójna kobiet     | Katarzyna Grzybowska (MKSTS Polkowice) Natalia Partyka (SKTS Sochaczew)        | Dong Rui Fang (KS Galaxy Białystok) Klaudia Kusińska (GLKS Nadarzyn)     | Kinga Stefańska (KTS Tarnobrzeg) Roskana Załomska (KTS Tarnobrzeg) Natalia Bajor (KU AZS UE Wrocław) Sandra Wabik (KU AZS UE Wrocław)                                    |
| gra podwójna mężczyzn   | Jakub Dyjas (KTS Energa-Manekin Toruń) Konrad Kulpa (KTS Energa-Manekin Toruń) | Jacek Nowokuński (KS Galaxy Białystok) Jakub Perek (LKS Pogoń Lębork)    | Paweł Chmiel (KU AZS Politechnika Rzeszowska) Piotr Chmiel (GMKS Strzelec Frysztak) Grzegorz Adamiak (KTS Energa-Manekin Toruń) Marcin Czerniawski (KS Galaxy Białystok) |
| gra mieszana            | Jakub Perek (LKS Pogoń Lębork) Magdalena Sikorska (KU AZS PWSIiP Łomża)        | Konrad Kulpa (KTS Energa-Manekin Toruń) Klaudia Kusińska (GLKS Nadarzyn) | Paweł Fertikowski (KS Bogoria Grodzisk Mazowiecki) Katarzyna Grzybowska (MKSTS Polkowice) Jakub Dyjas (KTS Energa-Manekin Toruń) Marta Gołota (niestowarzyszona)         |